# B.C. Rich
B.C.Rich — американская компания, производитель электро- и бас-гитар. Стали известны благодаря нестандартным подходам к дизайну корпусов. Эти гитары наиболее популярны среди приверженцев музыки «тяжёлых» стилей.

## История
Компания основана в 1974 году Бернардо Чавесом Рико (исп. Bernardo Chavez Rico), и изначально её деятельность была направлена на ремонт классических и испанских гитар. Затем Бернардо занялся цельнокорпусными гитарами, а впоследствии стал выпускать Les Paul-подобные гитары под логотипом B.C.Rich. Далее под этой маркой были выпущены гитары с формами корпусов с самыми разными названиями — такими как: Bich, Eagle, Seagull, Stealth, Warbeast, Warlock, Mockingbird, и многие другие. Разнообразие форм корпусов и качество изделий стали основными факторами, обеспечившими дальнейшую популярность гитар B.C.Rich.
В настоящий момент марка B.C.Rich принадлежит компании The Hanser Music Group, расположенной в штате Кентукки, США. Основные производства предприятия (дешевых моделей) расположены в настоящий момент в странах Юго-Восточной Азии.

## Формы корпусов
- Assassin/ASM
- Beast
- Bich
- Blaster (Tele shape)
- Condor (Similar to an Eagle)
- Conte
- Dagger
- Death’r
- Draco
- Eagle
- Exclusive
- Explorer
- Fat Bob (Harley Gas tank)
- Firebird
- Gunslinger
- Hydra
- Ignitor
- Innovator
- Ironbird
- Jazzbox (hollowbody)
- Jr. V
- KKV / Speed V
- MAG
- Marion
- Meegs
- Mockingbird
- Mockingbird II
- Nighthawk
- Outlaw
- Punisher
- Seagull
- Seagull II
- Shredzilla
- Stealth
- ST
- ST iii
- Thunderbird
- Thunderbolt
- Virgin
- Virgo
- Warbeast
- Warpig (SG)
- Warlock
- Warlock II
- Wave
- Widow
- Wrath
- Zombie

## Гитаристы, играющие на B.C. Rich
Джо Перри
Дейв Мастейн
Мэнни Чарлтон
Джордж Койманс
Керри Кинг
Блэки Лоулесс
Макс Кавалера
Мик Томпсон
Робб Флинн
Пол Стэнли